# Evolution Studios
Evolution Studios Ltd. és una empresa desenvolupadora de videojocs del Regne Unit. L'empresa va ser creada el 1999 per Martin Kenwright (Digital Image Design) i Ian Hetherington (Psygnosis). L'empresa està situada a Cheshire com a estudi satèl·lit de Bigbig Studios, a Warwickshire.

## Videojocs creats
- MotorStorm
- WRC: Rally Evolved
- World Rally Championship 4
- WRC 3
- WRC II Extreme
- WRC: World Rally Championship